# Chapuisia mozambica
Chapuisia mozambica es un coleóptero de la familia Chrysomelidae. Fue descrita científicamente en 1931 por Laboissiere.